# Chrapowo (obwód smoleński)
Chrapowo (ros. Храпово) – wieś (ros. деревня, trb. dieriewnia) w zachodniej Rosji, w osiedlu miejskim Krasninskoje rejonu krasninskiego w obwodzie smoleńskim.

## Geografia
Miejscowość położona jest 7,5 km od centrum administracyjnego osiedla miejskiego i całego rejonu (Krasnyj), 51,5 km od Smoleńska, 26 km od najbliższego przystanku kolejowego (468 km).
W granicach miejscowości znajdują się ulice: Dacznaja, Dacznyj pierieułok, Mołodiożnaja, Sirieniewaja, Sirieniewyj pierieułok.

## Demografia
W 2010 r. miejscowość zamieszkiwało 31 osób.